# François Amiot
François Amiot (10 settembre 1889 – 18 aprile 1971) è stato un teologo sulpiziano francese.

## Biografia
Presbitero de la Compagnia dei sacerdoti di San Sulpizio, ha dedicato la sua vita alla traduzione dei testi biblici. Significativo il suo contributo nella redazione del Nuovo Testamento in lingua francese. Per molti anni è stato anche professore di Sacra Scrittura e storia della Chiesa, presso il seminario sulpiziano di Parigi.

## Opere pubblicate
- (FR)  Lumière et Paix de l'Evangile. Saint Jean-Baptiste. Le Discours sur la montagne. Le Pater. Saint Pierre. Le discours après la Cène, Édition: Les Moulineaux, Paris, 1933
- (FR)  L'enseignement de saint Paul, Édition: J. Gabalda, Paris, 1938
- (FR)  Histoire de la Messe, Édition: A. Fayard; (Évreux, impr. de Hérissey) , Paris, 1956
- (FR)  Histoire de la Messe, Revue des Sciences Religieuses, 1956, Coll. «Je sais, je crois», nº 109
- Storia della Messa, Edizioni Paoline, Catania, 1957
- (FR)  Vie de Notre Seigneur Jésus-Christ, Édition: Letouzey et Ané (impr. Letouzey et Ané) , Paris, 1958
- (FR)  Les idées maîtresses de saint Paul, Édition: Editions du Cerf, Paris, 1959
- (EN)  'The history of the Mass, Twentieth century encyclopedia of Catholicism,  Hawthorn Books, New York, 1959
- (FR)  365 méditations sur les Evangiles et saint Paul, Édition: Aubier, Paris, 1960
- (FR)  Le Mystère de l'autel, aspects du sacrifice de la messe, Édition: A. Fayard, (Mayenne, impr. Floch), Paris, Montréal, 1961
- 365 meditazioni sui Vangeli e San Paolo, Edizioni Paoline, Pescara, 1962,  ASIN: B005D7ASDO
- (EN)  The Key Concepts of. St. Paul, New York, Herder and Herder, 1962
- (FR)  Lire saint Paul, Édition: Éditions la Cordelle, Paris, 1963
- Il mistero dell'altare, Queriniana, Brescia, 1963.
- (FR)  Nouvelles méditations sur saint Paul, le Christ rédempteur, Édition: Aubier, (Clamecy, impr. Laballery et Cie), Paris, 1964
- (FR)  L'Enseignement de saint Paul, Éditions: Tournai Paris; Desclée Rome, 1968
- (IT)  Battesimo, in Xavier Léon-Dufour (a cura di), Dizionario di Teologia Biblica, Marietti, Casale Monferrato, 1971, ISBN 9788821173028
- Gli evangeli apocrifi, Libri Massimo, Collana: Sorgenti di vita, 1979, ISBN 978-8870307023
- (FR)  L'Évangile; (et les) Actes des apôtres, Édition: Apostolat des éditions, Paris; Éditions paulines, Montréal, 1980
- (FR)  Le Nouveau Testament, Édition: Apostolat des éditions, Paris; Éditions paulines, Montréal, 1981
- (FR)  Les Évangiles (Nouvelle éd.), Édition: Médiaspaul, Paris; Éditions paulines, Montréal, 1983